# Eugène Goyheneche
Eugène Goyheneche Farnie (Ustaritz, 15 de junio de 1915 - 11 de enero de 1989), fue un archivero, paleógrafo e historiador además de político nacionalista francés reconocido por sus investigaciones históricas sobre la cultura y el País Vasco.

## Biografía
Eugène Goyheneche realizó su educación primaria en Bayona y sus estudios universitarios en la École des Chartes. Pionero del nacionalismo en el País Vasco francés (Iparralde), fue miembro del Partido Nacionalista Vasco (PNV/EAJ) desde los 17 años hasta el fin de su vida. 
Durante la Guerra civil española colabora con la delegación del Gobierno Vasco establecida en París, asistiendo, en 1938, a la reunión preparatoria constitucional de la Liga Internacional de Amigos de los Vascos. Al estallar poco después la II Guerra mundial es movilizado como alférez de tanques. Durante la ocupación alemana de Francia mantiene contacto con las autoridades con el objetivo de lograr «un trato preferencial tanto para los vascos fronterizos continentales como para los refugiados vascos peninsulares». Esta implicación, finalizada la guerra, le llevó a juicio y a pasar 37 meses en la cárcel.
En 1942 participa en el relanzamiento de Aintzina, publicación mensual regionalista de inspiración católica, junto con Paul Dutournier, Jean-Marie Diharce (Iratzeder), Ospital, Marc Légasse Celaya, Oxobi, Hiriat-Urruty e Pierre Lafitte (Ithurralde) y otras personalidades vasquistas.  
En 1949 obtiene la licenciatura de archivero paleógrafo con la tesis Bayonne et la région bayonnaise du XII au XV siécle. Etude d’histoire économique et sociale. También logra una agregaduría en el Centro Nacional para la Investigación Científica (CNRS). Entre 1949-1951 vive en España, como secretario del embajador de Cuba en Francia, residiendo en Córdoba y Lucena. Entre 1952 y 1958, desempeñó funciones de archivero en Martinica, luego en Burdeos y en las Landas.
En 1961 publica Notre tèrre basque (Bayona), síntesis histórica utilizada como texto escolar. En 1966 presenta en la Universidad de Burdeos su tesis de doctorado L’onomastique du Nord du Pays Basque au Moyen Age y, en 1968, obtiene la cátedra de historia vasca de la Universidad de Pau. Su actividad será incesante, así como su inquietud intelectual que le llevará a publicar, en 1979, un monumental Le Pays Basque (Pau, 671 pp.).  
Eugène Goyheneche reveló verdaderamente su historia a los vascos del norte de Bidassoa en sus innumerables artículos y en sus libros o en sus obras fundamentales: sus dos tesis universitarias (publicadas en 2012) y su obra monumental titulada Le Pays Basque.
Eugène Goyheneche fue nombrado en 1982 doctor honoris causa por la Universidad del País Vasco y recibió el Premio Manuel-Lekuona en 1989 por toda su obra.
En París, Eugène Goyheneche crea y preside la asociación de estudiantes vascos y participa en las actividades vascas (sección parisina de la Eskualzaleen Biltzarra). Colabora en casi todas las publicaciones científicas y culturales del País Vasco: Gure Herria, BS-LAB, Yakintza, Herria, Revista Internacional de Estudios Vascos, Cuaderno de Sección de Historia-Geografía de  la Sociedad de Estudios Vascos.

## Publicaciones
Además de numerosos artículos en diversos medios como Gure Herria o Bulletin du Musée basque Bayonne, principalmente, publicó varios libros como:
- Acto de investidura como Doctores "Honoris Causa" de los Excmos, con Pierre Lafitte, José María Lacarra, Manuel de Irujo . Lejona: Universidad del País Vasco, 1982.
- Atsotitzak eta neurtitzak (Refranes y poemas), de Arnauld Oihénart (autor), Patxi Altuna (recopilador), Jose Antonio Mujika (recopilador), San Sebastián: Herri-Gogoa, 1971.
- Bayonne et la région bayonnaise du XIIe au XVe siècle : études d'histoire économique et sociale, Leioa : Universidad del País Vasco, 1990.
- Biarritz, con M.-F. Chauvirey. Capbretón: D. Chabas, 1972.
- Historia de Iparralde desde los orígenes a nuestros días, San Sebastián: Txertoa, 1985.
- Le Pays basque: Soule, Labord, Baja Navarra, Pau: Nueva editorial y distribuidora regional, 1979.
- Libre propos sur l'histoire du Pays basque, Asociación Lauburu; prólogo de Michel Duvert. San Sebastian: Elkar, 2010.
- Michel Labaguerie: conseiller général, sénateur, maire de Cambo, sl: sn, 1980.
- Notre tèrre basque: nociones de geografía, historia y cultura popular, Bayona: Ikas, 1961.
- Notre tèrre basque: nociones de geografía, historia y cultura popular, Pau: Nueva editorial y distribuidora regional, 1979.
- Onomastique du nord du Pays basque (XIe.-XVe. siècles), con Xarles Videgain Castet . Bilbao: Euskaltzaindia, 2011.
- Sabino de Arana y Goiri: mesa redonda en torno a, con M. Ugalde et al. Bilbao: Editorial Vizcaína, 1977.

## Premios y reconocimientos
- En 1989, Premio Manuel Lekuona, de la Universidad del País Vasco.[1]
- En 1999, la Sociedad de Estudios Vascos organiza en su localidad natal, Ustaritz una jornada de homenaje.[7]